# Feskivka, Mena
Feskivka (în ucraineană Феськівка) este o comună în raionul Mena, regiunea Cernihiv, Ucraina, formată numai din satul de reședință.

## Demografie
Componența lingvistică a comunei Feskivka
     Ucraineană (98,95%)
     Alte limbi (1,05%)
Conform recensământului din 2001, majoritatea populației comunei Feskivka era vorbitoare de ucraineană (98,95%), existând în minoritate și vorbitori de alte limbi.